# Liste der Monuments historiques in Blandy (Seine-et-Marne)
Die Liste der Monuments historiques in Blandy (Seine-et-Marne) führt die Monuments historiques in der französischen Gemeinde Blandy auf.

## Liste der Bauwerke
| Bezeichnung       | Beschreibung                  | Standort | Kennzeichnung | Schutzstatus | Datum | Bild           |
| ----------------- | ----------------------------- | -------- | ------------- | ------------ | ----- | -------------- |
| Kirche St-Maurice | Erbaut im 13. Jahrhundert     | (Lage)   | PA00086818    | Classé       | 1944  | weitere Bilder |
| Burg              | Erbaut ab dem 12. Jahrhundert | (Lage)   | PA00086817    | Classé       | 1889  | weitere Bilder |

## Liste der Objekte
Zum Verständnis siehe: Kirchenausstattung
| Bezeichnung                                                                    | Beschreibung                              | Standort                                                               | Kennzeichnung | Schutzstatus | Datum | Bild           |
| ------------------------------------------------------------------------------ | ----------------------------------------- | ---------------------------------------------------------------------- | ------------- | ------------ | ----- | -------------- |
| Retabel und Wandverkleidung                                                    | Holz, 18. Jahrhundert                     | in der Kirche St-Maurice (Lage)                                        | PM77000117    | Classé       | 1967  | weitere Bilder |
| Gemälde Die Heilung des Tobias                                                 | Leinwand, 18. Jahrhundert                 | in der Kirche St-Maurice (Lage)                                        | PM77000114    | Classé       | 1907  |                |
| Kanzel                                                                         | Holz, 1772                                | in der Kirche St-Maurice (Lage)                                        | PM77004706    | Inscrit      | 1990  | weitere Bilder |
| Grabplatte für Louis de Viercy († 1787)                                        | Marmor, 18. Jahrhundert                   | in der Kirche St-Maurice (Lage)                                        | PM77000115    | Classé       | 1955  |                |
| Adlerpult                                                                      | Holz, 18. Jahrhundert                     | in der Kirche St-Maurice (Lage)                                        | PM77000116    | Classé       | 1955  |                |
| Zwei Altarkeuze                                                                | Holz, 18. Jahrhundert                     | in der Sakristei der Kirche St-Maurice (seit 1978 verschwunden) (Lage) | PM77004158    | Inscrit      | 1977  |                |
| Skulptur Madonna und Kind                                                      | Stein, 1617                               | im Oratorium Notre-Dame-de-la-Source (Lage)                            | PM77002967    | Inscrit      | 1978  |                |
| Taufbecken                                                                     | Stein, 18. Jahrhundert                    | in der Kirche St-Maurice (Lage)                                        | PM77002114    | Classé       | 1995  | weitere Bilder |
| Gemälde Gesangsunterricht                                                      | Leinwand, 1837                            | in der Kirche St-Maurice (Lage)                                        | PM77002584    | Inscrit      | 1977  |                |
| Gemälde Verkündigung                                                           | Leinwand, 19. Jahrhundert                 | in der Kirche St-Maurice (Lage)                                        | PM77002966    | Inscrit      | 1978  |                |
| Retabel mit Gemälde                                                            | Holz und Öl auf Leinwand, 18. Jahrhundert | in der Kirche St-Maurice (Lage)                                        | PM77004708    | Inscrit      | 1990  |                |
| Gemälde Ansicht von Blandy                                                     | 1707                                      | im Rathaus (Lage)                                                      | PM77002271    | Classé       | 2011  |                |
| Gemälde Gottvater                                                              | Holz und Leinwand, 17. Jahrhundert        | in der Kirche St-Maurice (Lage)                                        | PM77004707    | Inscrit      | 1990  |                |
| Bank des Kirchenvorstands                                                      | Holz, um 1800                             | in der Kirche St-Maurice (Lage)                                        | PM77004705    | Inscrit      | 1990  |                |
| Beichtstuhl                                                                    | Holz, um 1800                             | in der Kirche St-Maurice (Lage)                                        | PM77004704    | Inscrit      | 1990  |                |
| Drei Prozessionsfahnen: Saint Vincent, Vierge de l'Assomption et Saint Maurice | Stoff, Ende des 19. Jahrhunderts          | in der Kirche St-Maurice (Lage)                                        | PM77004709    | Inscrit      | 1990  |                |